# Cueva de los Murciélagos
Cueva de los Murciélagos (dt. Höhle der Fledermäuse) bezeichnet ein Höhlensystem, das etwa 500 m ostsüdöstlich und 250 m oberhalb des Dorfes Zuheros in den Sierras Subbéticas im Süden der Provinz Córdoba in Andalusien in Spanien liegt. Es gilt aufgrund der einzigartigen Felsmalereien und signifikanten archäologischen Funde aus der Jungsteinzeit als die bedeutendste unter den rund 60 Höhlen im Parque Natural de Sierras Subbéticas. Obwohl die Höhlen schon 1868 entdeckt worden waren, wurden sie erst im Jahr 1938 erforscht. Darüber hinaus beherbergen sie eine der bedeutendsten Fledermauskolonien Andalusiens.
Die Höhlen befinden sich in einer ausgedehnten Karstlandschaft in dem rund 1.000 Meter hohen Berg Canada de Malos Vientos im südlichen Andalusien und liegen in 980 Meter Höhe. Die spektakulären Felsformationen und Höhlen mit Stalagmiten, Stalaktiten und unterirdischen Seen sind durch Verwitterung und Auswaschung des Karbonatgesteins entstanden. Die Höhlen haben eine Gesamtausdehnung von 2.000 Meter, von denen jedoch nur 450 Meter besichtigt werden können.
Die Höhlenforscher entdeckten Gräber aus dem mittleren Paläolithikum, die auf eine menschliche Besiedlung vor rund 35.000 Jahren hinweisen. Funde aus dem Neolithikum konnten durch Radiokohlenstoffdatierung datiert werden.
Die Forscher rekonstruierten das Leben der Menschen, deren Relikte bevorzugt am Höhleneingang zu finden waren. Hier kochten sie Mahlzeiten am offenen Feuer. Ihre Nahrung bestand aus dem Fleisch wilder und gezüchteter Tiere und verschiedenen Getreidearten. Sie benutzten Werkzeuge aus Flint und Knochen, um damit Leder zu schneiden. Sie stellten rot bemalte Gefäße her, sowie Hals- und Armbänder aus Meeresmuscheln, die sie vermutlich durch Handel mit Küstenbewohnern erwarben. Offenbar befand sich die Gruppe am Übergang vom Leben als Jäger und Sammler zum Leben als Bauer, der Getreide anbaute und Haustiere züchtete.
An verschiedenen Wänden befinden sich Höhlenmalereien, so zum Beispiel die Darstellung von Ziegen, eines Auges und mehrerer menschlicher Figuren. Die Zeichnungen stammen sämtlich aus der Jungsteinzeit (6.000 - 3.000 v. Chr.) und der Bronzezeit (3.000 - 2.000 v. Chr.).
Aus Espartogras geflochtene Schuhe, ähnlich wie moderne Espadrilles (datiert auf 4200 v. Chr.) und damit die ältesten bekannten Sandalen Europas, Körbe (datiert auf 7500 v. Chr.) und Holzwerkzeuge haben sich hier erhalten – die Höhle liegt im Hang einer tiefen Schlucht, durch die stetiger Wind bläst. Der Luftzug trocknet die Höhle aus und kühlt sie permanent ab, so herrschen hervorragende Bedingungen für den Erhalt organischer Stoffe.